# Агратина, Георгий Иванович
Гео́ргий Ива́нович Аграти́на (укр. Георгі́й Іва́нович Аграті́на; 5 апреля 1948, Маршинцы, Новоселицкого района, Черновицкой области, Украинская ССР) — советский и украинский музыкант, исполнитель-виртуоз на народных инструментах (цимбалы, свирель, многоствольная флейта и др.). Музыкальный деятель Украины. Народный артист УССР (1990).

## Биография
Выпускник Черновицкого музыкального училища. В 1977 году окончил Киевскую консерваторию, ученик Д. Попичука.
С 1970 года работал артистом Государственного оркестра народных инструментов Украины. С 1978 года — преподаватель Национальной музыкальной академии Украины имени П. И. Чайковского.
Г. Агратина внёс вклад в создание оригинального репертуара для цимбал с оркестром и соло. Автор транскрипции произведений украинской музыкальной классики, обработок народных мелодий для оркестра народных инструментов. Работал над усовершенствованием народного музыкального инструментария.
Воспитал ряд молодых исполнителей на народных инструментах.
Награждён 6 апреля 2000 года Почётной грамотой Кабинета Министров Украины